# Neogorgorhynchoides
Neogorgorhynchoides is een geslacht in de taxonomische indeling van de Acanthocephala (haakwormen). De worm wordt meestal 1 tot 2 cm lang. Ze komen algemeen voor in het maag-darmstelsel van ongewervelden, vissen, amfibieën, vogels en zoogdieren.
De haakworm behoort tot de familie Rhadinorhynchidae. Neogorgorhynchoides werd in 1987 beschreven door N. K. Gupta & S. Fatma.